# Alfersteg
Alfersteg is een gehucht op de grens van Lommersweiler en Schönberg, beide deelgemeenten van de stad Sankt Vith in de Belgische provincie Luik.
Het gehucht ligt bijna vier kilometer ten noordoosten van het dorpscentrum van Lommersweiler, vijf kilometer ten zuidwesten van het dorpscentrum van Schönberg en zes kilometer ten zuidoosten van het stadscentrum van Sankt Vith.
Het gehucht ligt op beide oevers van de Our. Slechts een paar honderd meter ten noorden ligt het gehucht Rödgen.

## Geschiedenis
Op de Ferrariskaart uit de jaren 1770 is hier een grensgehuchtje Alfferstech weergegeven, met maar een paar gebouwen op beide oevers van de Our. De Our vormde hier toen de grens vormde tussen het Hertogdom Luxemburg in het westen en het Keurvorstendom Trier in het oosten. Ter hoogte van het gehucht toont de kaart een weg die hier de Our overstak via een voorde (Gué).
Op het eind van het ancien régime, toen tijdens de Franse bezetting eind 18de eeuw de gemeenten werden gecreëerd, werd het westelijk deel op de rechteroever van de Our ondergebracht in de gemeente Lommersweiler en het oostelijke deel op de linkeroever van de Our in de gemeente Schönberg. Na de Franse bezetting ging het gebied naar Pruisen.
Na de Eerste Wereldoorlog werd de plaats met de Oostkantons bij België aangehecht.
Bij de gemeentelijke fusies van 1977 werden zowel Lommersweiler en Schönberg deelgemeenten van Sankt Vith, waardoor het gehucht Alfersteg nu volledig binnen één gemeente kwam te liggen.
Deelgemeenten: Crombach · Lommersweiler · Recht · Sankt Vith · Schönberg

Overige kernen: Alfersteg · Amelscheid · Andler · Atzerath · Breitfeld · Eiterbach · Emmels (Nieder-Emmels · Ober-Emmels) · Galhausen · Heuem · Hinderhausen · Hünningen · Mackenbach · Neidingen · Neubrück · Neundorf ·  Rödgen · Rodt · Schlierbach · Setz · Steinebrück · Wallerode · Weppeler · Wiesenbach

Belgische gemeenten · Duitstalige Gemeenschap · Arrondissement Verviers · Luik · Wallonië